# Dámaso Alonso
Dámaso Alonso y Fernández de las Redondas (Madrid, 22 de outubro de 1898 — 25 de janeiro de 1990) foi um poeta, filólogo e crítico literário espanhol. Como escritor pertenceu à Geração de 27.
Foi diretor da Real Academia da Língua Espanhola.

## Biografia
Dámaso Alónso nasceu em Madrid em 1898. Viveu parte da sua primeira infância numa pequena cidade nas Astúrias, La Felguera e parte em outra galega, Ribadeo, terra paterna. A partir dos 5 anos regressa a Madrid e nesta cidade vive praticamente o resto da sua vida.
Em 1929 casou-se com Eulalía Galvarriato, formada em Letras e autora do romance Cinco sombras.
Está enterrado no Cemitério de La Almudena (Madrid).

## Carreira
Aos 16 anos começou a escrever poesia, mas só na primavera do seu 21º ano de vida não publicou o seu primeiro livro, 'Poemas puros, poemillas de la ciudad.
Apesar da sua atracção pelas matemáticas, um problema de vista aos 17 anos abrigou-o a renunciar à carreira de engenheiro e licenciou-se em Direito. Em 1921 acaba o curso e publica o primeiro livro Poemas puros. Poemillas de la ciudad.
Foi professor na Universidade de Yale em 1947.

## Obras
- Poemas puros. Poemillas de la ciudad, M., Galatea, 1921.
- El viento y el verso, M., Sí. Boletín Bello Español del Andaluz Universal, 1925.
- Hijos de la ira. Diário íntimo, M., Revista de Occidente, 1944 (2.ª edic. ampliada, Bs. As., Espasa-Calpe, 1946).
- Oscura noticia, M., Col. Adonais, 1944.
- Hombre y Dios, Málaga, El Arroyo de los Ángeles, 1955.
- Três sonetos sobre la lengua castellana, M., Gredos, 1958.
- Poemas escogidos, M., Gredos, 1969 (Contiene poemas no recogidos en libro).
- Antología poética. Esplugas de Llobregat: Plaza & Janés, 1980.
- Gozos de la vista. Poemas puros. Poemillas de la ciudad. Otros poemas, M., Espasa-Calpe, 1981.
- Antología de nuestro monstruoso mundo. Duda y amor sobre el Ser Supremo, M., Cátedra, 1985.
- Aquel día en Jerusalén: auto de la Pasión, para emisión radiofónica: (en un prólogo y três cuadros). Madrid: Cóndor, 1986.
- Álbum. Versos de juventud, B., Tusquets, 1993 (Edición de Alejandro Duque Amusco y María-Jesús Velo. Con Vicente Aleixandre y otros).
- Verso y prosa literaria, Madrid, Gredos, 1993 (Obras completas, volumen X).
- Antología poética. Madrid: Alianza Editorial, 1989.
- Antología personal. Madrid: Visor Libros, 2001.
- A un río le llamaban Dámaso: antología poética. Madrid: Vitruvio, 2002.